# Sefwi (Königreich)

Sefwi-Hauptorte

Sefwi (auch: Sehwi oder in ähnlichen Schreibweisen) war ein historisches Staatswesen im Westen des heutigen Ghana, das vom Beginn des 18. Jahrhunderts an bis zum Ende der Kolonialzeit existiert hat und auch heute noch als traditioneller Bereich weiter fortbesteht.
Die Titularnation war das Volk der Sefwi, deren Sprache das Sehwi ist.

## Geografische Lage
Das als Sefwi bezeichnete Gebiet umfasst ein Areal, das sich etwa von der heutigen Staatsgrenze zwischen Ghana und der Elfenbeinküste in südöstlicher Richtung bis zum Ankobra-Fluss erstreckt und  zwischen 6° und 7° nördlicher Breite gelegen ist. Die Nachbarn sind die Einwohner der Region Ahafo im Norden, die Wam im Nordwesten (auf ghanaischer Seite), die Ndenye (Indénié) im Westen (auf ivorischer Seite), die Aowin im Süden, die Wassaw im Südosten und die Aschanti im Osten und Nordosten.
Der Siedlungsbereich der Sefwi-Leute besteht aus drei größeren Teilbereichen mit den Hauptorten Boinzan (manchmal auch Bonzina genannt), Wiawso und Debiso.
Die Sprachwissenschaften definieren die im Sefwi-Land gesprochene Sprache als eigenständigen Dialekt innerhalb der Bia-Sprachen.

## Wirtschaftliche Basis
Die wirtschaftliche Basis der Region bestand in der Vergangenheit neben nahrungsmittelproduzierender Landwirtschaft vor allem in der Goldproduktion. Besonders nach Gold bestand seit dem Mittelalter eine große Nachfrage in Richtung Norden, von wo aus das Gold in den Transsaharahandel gelangte bzw. nach dem Fußfassen der Europäer an der Küste auch in Richtung Süden. Zu Kolonialzeiten verlagerte sich dann der ökonomische Schwerpunkt zunehmend auf den neu eingeführten Kakao, zu Kautschuk und zur Produktion von Tropenhölzern.

## Geschichte

### Inkassa und Boinzan als Vorläuferstaaten
Der Vorläuferstaat Sefwis war das historische Königreich Inkassa (Encassar), wobei auf der holländischen Karte der Regionen der Goldküste vom 25. Dezember 1629 im Hinterland des Kaps der drei Spitzen drei Regionen eingezeichnet sind, die hierauf hinweisen: „Igwijra“, „Great Inkassa“ und „Incassa Igwijra“ (von Süd nach Nord). Bei „Igwijra“ findet sich der Zusatz „reich an Gold“.
Spätestens ab den 1680ern gehörte Inkassa zum Machtbereich Denkiras.
Auf der Karte der Goldküste des französischen Hofkartographen Jean-Baptiste Bourguignon d’Anville vom April 1729 ist „Inkassa Iggina“ als Nordprovinz Denkiras, „Grand Inkassa“ als Südprovinz Denkiras und „Egwira“ als unabhängiger Staat südlich davon eingezeichnet. Bei letzterem findet sich der Zusatz „riche en Or, Republique“
(frz. für reich an Gold, Republik)
Nach der Niederlage Denkiras im Denkira-Aschanti-Krieg 1699–1701 hat wahrscheinlich das frühere Inkassa seine Unabhängigkeit zurückerlangt. Zumindest aus den nördlichen Bereichen ist schließlich Boinzan mit der gleichnamigen Hauptstadt Boinzan hervorgegangen.

### Aschantische Landnahme
Die Boinzan, d. h. die Einwohner der Region um die gleichnamige Stadt Boinzan, erheben den Anspruch, die ältesten Siedler in diesem Gebiet zu sein, welche schon lange hier gesiedelt haben, bevor die Wiawso unter der Führung der Asankera-Familie etwa um die Mitte des 17. Jahrhunderts in das Land hereinkamen. Die Wiawso waren überwiegend Akan-Gruppen aschantischer Herkunft. Da der damalige Boinzanhene jedoch den Wiawso die Siedlungserlaubnis verweigerte, kam es zum Krieg, der schließlich mit einer Niederlage von Boinzan endete.
Die Wiawso besetzten daraufhin den östlichen und südöstlichen Teil des Landes, wo zahlreiche neue Siedlungen gegründet wurden. Hauptort und Stammsitz des Asankera-Clans wurde das etwas östlich des Tano-Flusses gelegene Wiawso.

### Gründung von Sefwi
Die Niederlage Boinzans war aber keine vollständige Vernichtung. Ein Teil der Boinzan-Bevölkerung wanderte nach der Niederlage zwar in Richtung Westen ab, ein großer Teil der Boinzan versuchte jedoch, sich mit den Wiawso friedlich zu arrangieren. Das Bündnis wurde schließlich mit einer Heirat besiegelt, der damalige Wiawso-Omanhene Bumankama heiratete eine Frau namens Mra Akuia, in deren Adern das Blut der königlichen Familie von Boinzan floss. Ihr gemeinsamer Sohn Benchema wurde später Boinzanhene. Trotz dieser, durch Heirat besiegelten Allianz existierten beide Staaten, Wiawso und Boinzan in der Folgezeit mehr oder weniger im Dauerkonflikt nebeneinander, bis schließlich Boinzan, teilweise militärisch besiegt, eine Übereinkunft vorschlug. Man war bereit, sich in das Staatsgebiet von Wiawso eingliedern zu lassen, jedoch nur wenn man dafür den prestigebeladenen Posten des Kontihene, eines der höchsten Ämter im Staate nach dem Wiawsohene, erblich zugesprochen bekommt. Die Wiawso-Seite ging darauf ein. Damit war das Königreich Sefwi gegründet mit dem Wiawsohene als Oberhaupt (Omanhene) und dem Boinzanhene als Kontihene als zweithöchsten Mann im Staate. Der Zeitpunkt dieser Staatsgründung wird etwa um 1720 angesetzt. Erster Omanhene von Sefwi war Nkua Okodom, der gleichzeitig auch ein Sohn des Staatsgründers von Asante und ersten Asantehenes Osei Tutu I. war und einer Frau namens Koka Adwua.
Zu Beginn des 19. Jahrhunderts erhielt dann ein Jäger zusammen mit einigen Gefolgsleuten vom Wiawsohene die Erlaubnis, über den Bia-Fluss zu setzen, welcher damals die Nordwestgrenze des Staates bildete, um in den Gegenden hinter dem Fluss neue Siedlungsplätze zu suchen. Dieses Gebiet war zu dieser Zeit zu großen Teilen menschenleer, oder hatte zumindest keine permanenten Siedlungen, da diese Gegenden im 18. Jahrhundert häufig von aschantischen Sklavenjagd-Expeditionen heimgesucht worden waren, was zu  einer fast vollständigen Entvölkerung geführt hatte. Man gründete schließlich jenseits des Bia-Flusses in etwa 100 km nordwestlicher Entfernung von Wiawso (Luftlinie) Debiso, als Hauptort eines neuen Staatswesens, das jedoch gleichzeitig die Autorität des Wiawsohene als Staatsoberhaupt anerkannte.

### Machtverfall
Als im Jahre 1882 der britische Captain Lonsdale die Gegend bereiste, bemerkte er, dass Sefwi zwar unter der Autorität eines einzelnen Königs vereint, aber von dessen direkten Macht nicht viel zu spüren sei. Auch im September 1893 stellte der britische Kolonialbeamte Vroom fest, dass der Wiawsohene wenig bis gar keinen Einfluss unter der Bevölkerung von Boinzan und Debiso besitzen würde.

## Königsliste
Wiawsohenes, d. h. Omanhenes von Sefwi, waren:
- Nkuah Okodom, reg. 1720 (?) - 1790 (?)
- Aduhene I. K Kogyebuor, reg. 1790 (?) - 1845 (?)
- Kwaku Kye, reg. 1845 (?) - 1885 (?)
- Kwaku Nkuah Kaa, reg. 1885 (?) - 1892 (?)
- Kwasi Ata Gyebi, reg. 1892 (?) - 1900
- Kwame Tano I., reg. 1900 - 1932
- Kwame tano II., reg. 1932 - 1935 (entthront)
- Kwame Nkuah, reg. 1936 - 1945
- Kofi Ahinkorah, reg. 1945 - 1952
- Kwadwo Aduhene, reg. 1953 - 1996
- Nkuah Okodom II., seit Mai 1997